# Cosmisoma hirtipes
Cosmisoma hirtipes är en skalbaggsart som beskrevs av Dmytro Zajciw 1962. Cosmisoma hirtipes ingår i släktet Cosmisoma och familjen långhorningar. Inga underarter finns listade i Catalogue of Life.